# Natal Luz

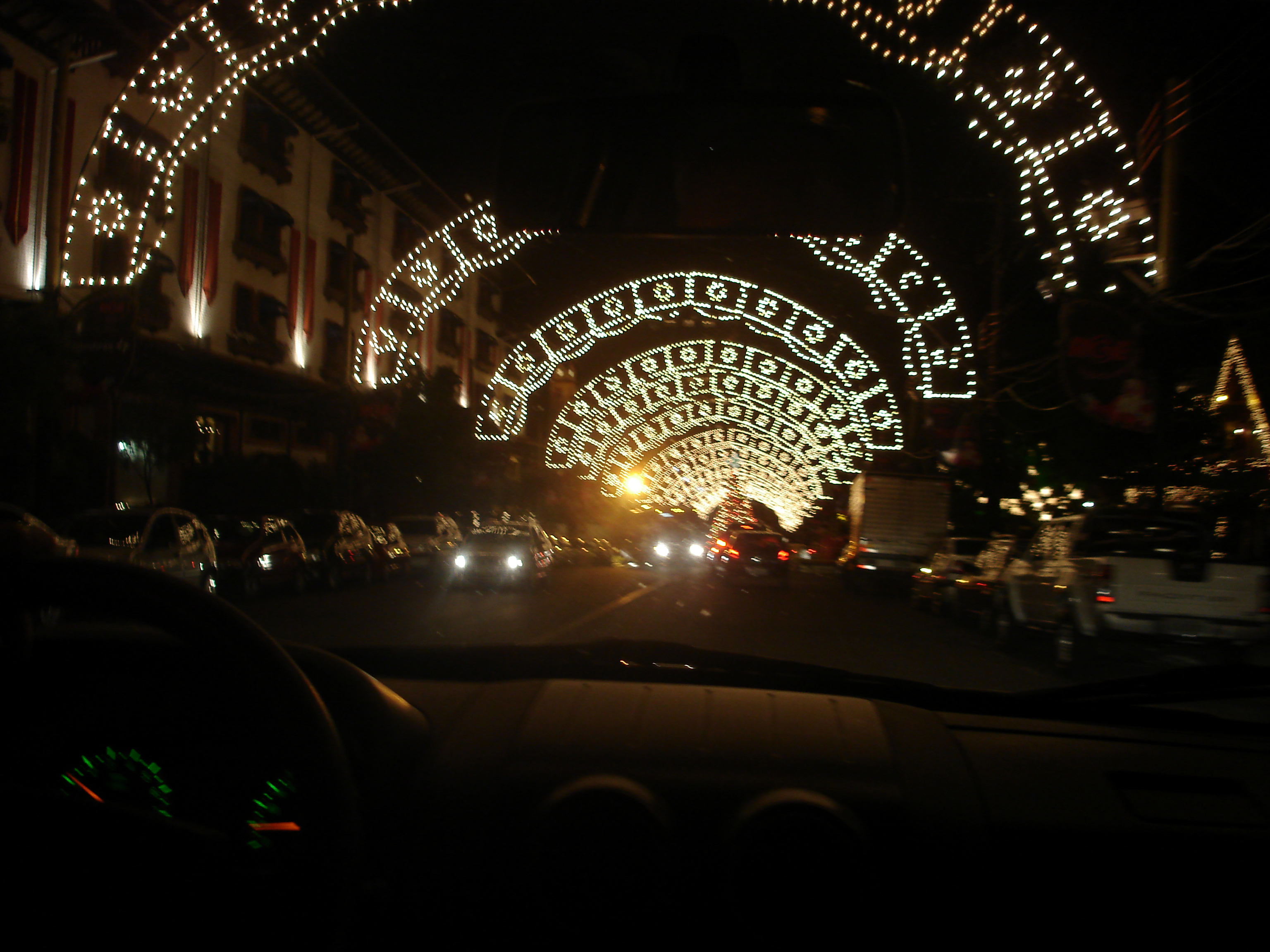
Uma das ruas de Gramado com decoração natalina no período do Natal Luz

Natal Luz é uma série de eventos com a temática natalina que ocorrem na cidade de Gramado, no Rio Grande do Sul, sempre nos últimos meses do ano, de novembro a janeiro do ano seguinte.

## Eventos
Além das tradicionais decorações natalinas em toda cidade, Gramado apresenta eventos com a temática. Os principais eventos do Natal Luz são:
- Nativitaten: shows com cantores líricos, acompanhados de som, luzes, fogos de artifício, fogo e águas dançantes no lago Joaquina Bier[4]
- Grande desfile de natal: um desfile com carros alegóricos, com o tema do natal[5]
- Árvore cantante: uma árvore composta por pessoas da Federação de Coros do Rio Grande do Sul, que formam uma grande árvore de natal cantante[5]
- Fantástica fábrica de natal[5]
- Encontro Brasileiro de Papais-Noéis: Os candidatos a Papai Noel de todo o Brasil se encontram para aprender com o Natal Luz de Gramado tudo o que precisam para comandar o natal em suas cidades. São cursos e oficinas que dão aos candidatos os requisitos básicos de postura, vestimenta adequada e cuidados com as crianças.
- Janelas do advento
- Vila de natal
- Tannembaumfest
- Cerimônia de acendimento das luzes

## Natal Luz Durante a Pandemia do COVID-19
Durante os últimos meses, muito foi falado que não haveria Natal Luz em 2020, por conta dos riscos de contaminação. Contudo, Gramado saiu das piores fases e começou a movimentar o turismo local, com isso, a prefeitura decidiu realizar alguns dos eventos possíveis, usando todo o cuidado necessário e se preocupando com a saúde dos visitantes.
Os espetáculos mais famosos não serão realizados nessa edição, mas caso você decida ir à Gramado, confira alguns dos espetáculos:
- Acendimento das luzes
- Rua das Renas
- Trupe de Natal
- Vila de Natal
- A Casa do Papai Noel
- Instrumentos de Fé
- Rotas e Notas
- Tannenbaumfest
- Livro 35 anos
- Exposição Fotográfica
- Concertos de Natal
- Caravana da Coca-Cola

Lembrando sempre que todo cuidado é necessário para evitar se expor aos riscos.